# إنيرنيك (روح)
إنيرنيك (بالإنجليزية: Anerneq)‏ في ميثولوجيا هنود أمريكا الشمالية هي النفس، الروح، النَّفَسُ؛ تنفصل عن الجسد بعد الموت لتذهب إلى العالم السفلى.

## معرض صور

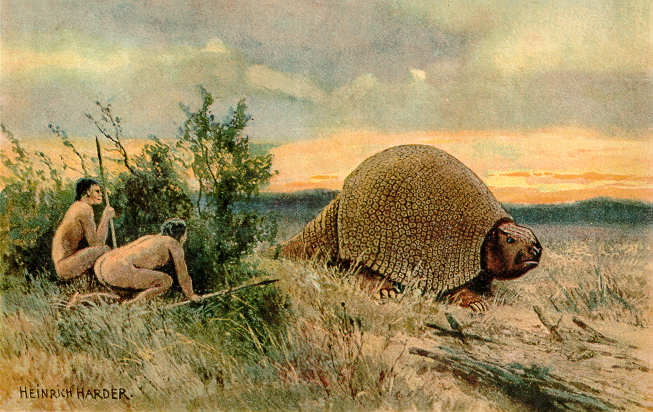
رسم توضيحي للسكان الأصليين وهم يصطادون غليبتودون.
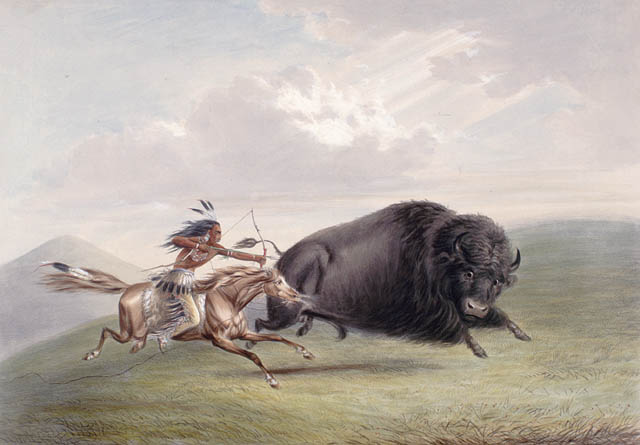
مطاردة البيسون يصورها جورج كاتلين.
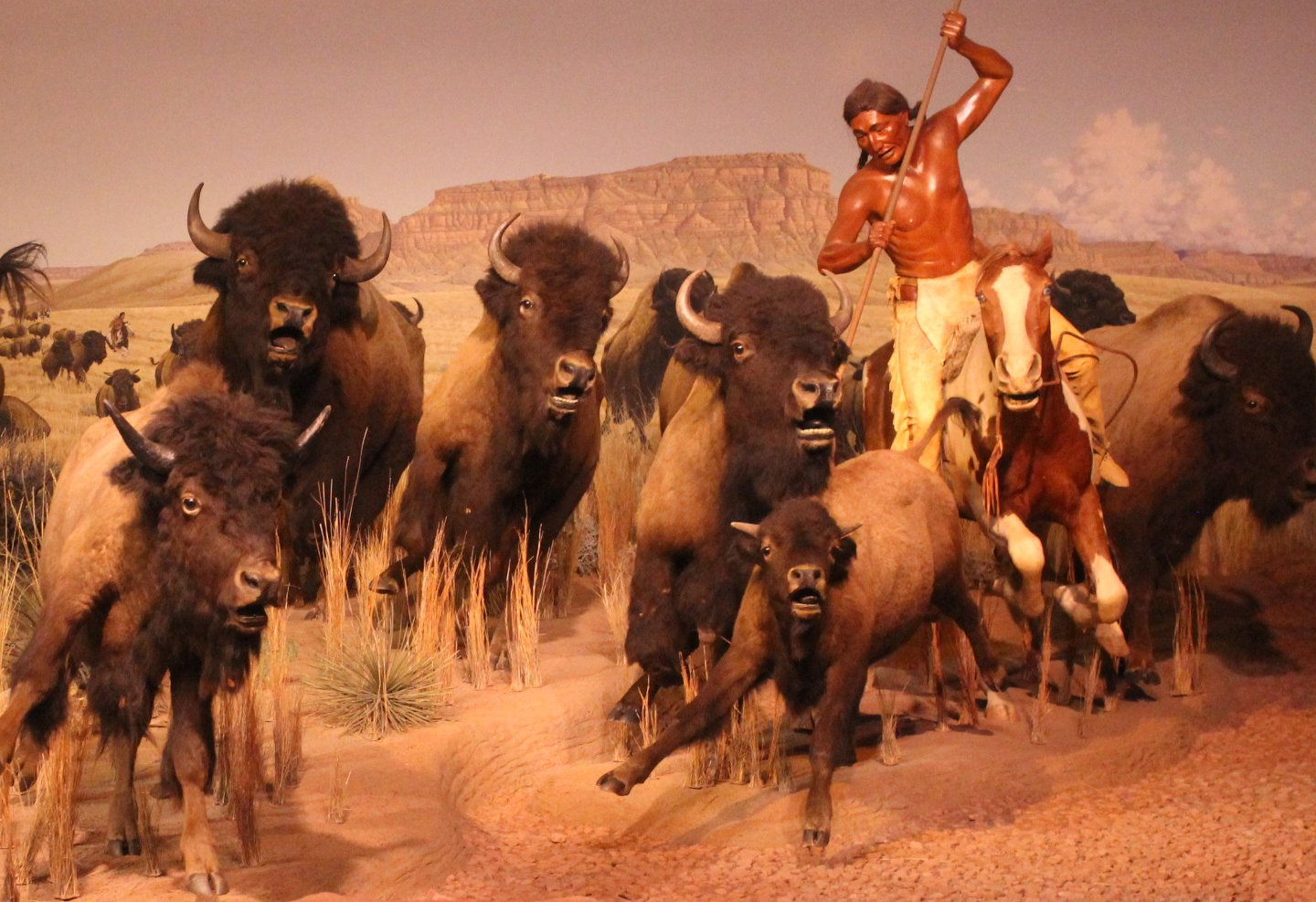
مطاردة حيوان البيسون من قبل أحد السكان الأصليين.
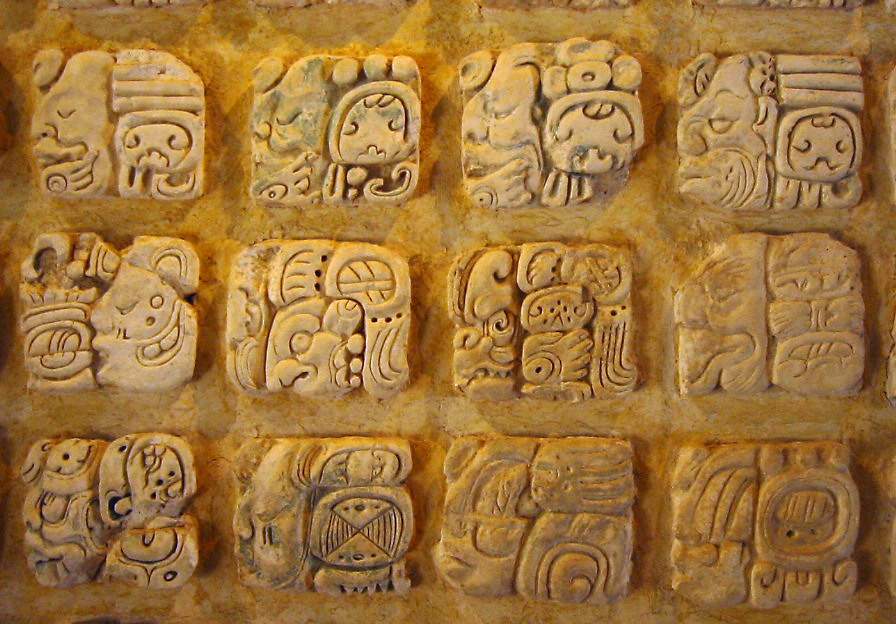
صورعلى الجص من المايا في متحف Sitio في بالينكو، المكسيك.
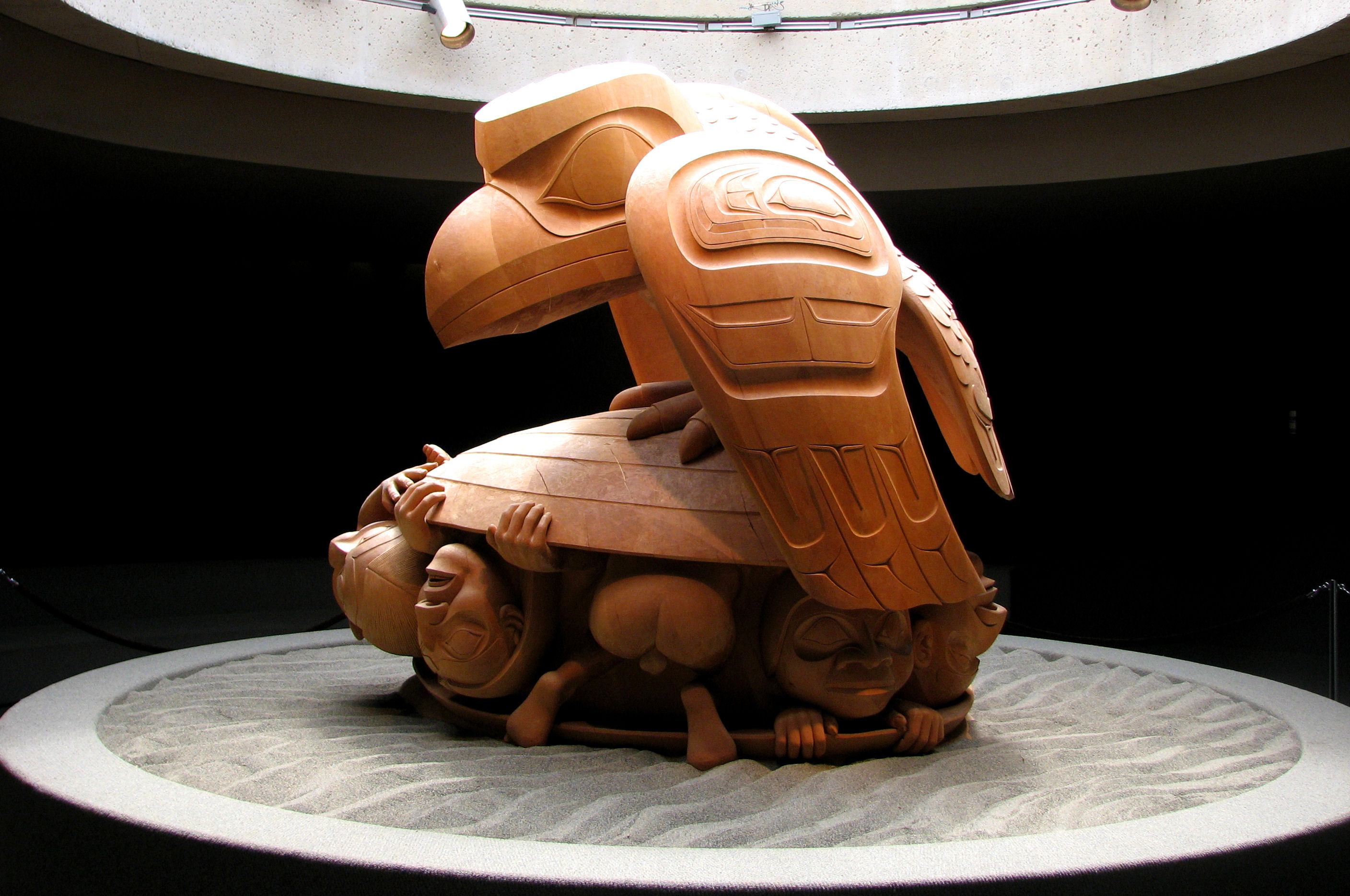
الغراب والرجل الأول. يمثل الغراب شخصية المحتال المشترك في العديد من الأساطير.